# The Silver Linings Playbook
The Silver Linings Playbook és la primera novel·la de l'escriptor estatunidenc Matthew Quick. Playbook, en anglès, significa llibre d'estratègies, mentre que silver linings prové d'un refrany anglès, Every cloud has a silver lining, i ha esdevingut una metàfora de l'optimisme en la llengua anglesa actual.

## Argument
Narrada a través dels ulls del protagonista, Pat Peoples, la novel·la comença quan aquest surt del centre psiquiàtric de Baltimore, en el que ha estat tancat durant una llarga temporada. Pat retorna a viure a casa dels seus pares, a la ciutat on va créixer, a Collingswood, New Jersey. Pat creu que el seu confinament al centre de salut mental de Baltimore ha estat d'uns quants mesos, però a poc a poc va adonant-se que hi ha estat reclòs durant anys.
El seu desig vital és refer el seu matrimoni amb Nikki, i per això se sotmet a un estricte programa de règim per perdre pes i posar-se en forma, amb l'obsessió constant que la seva vida és com una pel·lícula dirigida per Déu i que les pel·lícules han d'acabar sempre bé, repetint-se sovint la frase optimista silver lining. També comença a llegir novel·les cèlebres de la literatura nord-americana (d'entre les quals: Adéu a les armes, d'Ernest Hemingway, i La campana de vidre, de Sylvia Plath), justament les que Nikki fa llegir als seus alumnes a les classes de literatura de l'institut on treballa i on ell mateix hi treballava de professor d'història abans de ser enviat al centre psiquiàtric. Però en llegir els seus finals pessimistes s'indigna, ja que va en contra dels seus principis d'optimisme que l'han d'acostar a Nikki.
El seu millor amic, Ronnie, el convida un dia a sopar a casa seva i de la seva dona Veronica. Abans de sopar, li presenten la germana de Veronica, Tiffany, que també ha hagut de tornar a viure amb els seus pares arran de perdre la seva feina després de quedar vídua del seu marit. El sopar resulta incòmode per l'actitud de Tiffany, la qual demana a Pat que l'acompanyi a casa seva. Allà li ofereix a Pat sexe a la caseta de darrere de casa els seus pares, però en veure la reacció de desconcert de Pat, aquesta esclata a plorar i se'n va.
Cada divendres Pat visita el seu psicoterapeuta Cliff Patel, com a condició per poder viure fora del centre de Baltimore. Tots dos són fans dels Philadelphia Eagles, i de seguida Pat el veu amb bons ulls, malgrat que a la primera visita Cliff escull la cançó Songbird de Kenny G. com a música de fons a la sala d'espera per veure com reacciona Pat. Pat reacciona amb violència, tapant-se les orelles i comptant fins a deu, ja que associa aquesta cançó amb l'esdeveniment que el va separar de la seva dona, Nikki, tot i que no recorda exactament per què.
Pat pateix les manies del seu pare, també molt inestable emocionalment, el qual s'enfada durant dies si el seu equip, els Philadelphia Eagles, perden un partit. La mare de Pat plora sovint en veure's sola i impotent patint les dèries del seu marit i del seu fill.
Pat surt a córrer pel barri cada dia abans de pondre's el sol. Un dia, és sorprès per Tiffany, que el segueix tot darrere, la qual cosa molesta a Pat, que vol córrer sol. Tiffany li assegura que l'està observant. Més endavant li explica, per carta, que ella pot fer de missatgera entre ell i Nikki (saltant-se l'ordre d'allunyament que té ell) sempre que ell accepti ser la seva parella de ball per guanyar la competició Dance Away Depression, per la qual cosa haurà d'assajar amb ella durant moltes hores i abandonar durant tot aquest temps la seva passió pels Philadelphia Eagles, la qual cosa desconcerta la seva família i amics (inclòs Cliff, el seu terapeuta que esdevé, al mateix temps, amic seu) que ha anat fent durant les seves visites als partits. A més, Pat no pot confessar a ningú el motiu pel qual accepta participar en el concurs de ball: poder contactar amb Nikki a través de Tiffany.
A la festa del concurs de ball Pat i Tiffany destaquen per la seva gran actuació i, malgrat que no hi ha cap premi, Tiffany se sent molt agraïda envers Pat, besant-los als llavis i abraçant-lo durant molta estona. Per sorpresa de Pat, al ball hi assisteix la seva família (excepte el seu pare) i els seus amics del futbol. També hi assisteix la família de Tiffany. Tiffany li assegura a Pat que li llegirà per telèfon les cartes que ell li escrigui a Nikki. Així que comença un intercanvi de cartes entres Pat i Nikki, Pat insistint que la seva vida és una pel·lícula que mereix acabar bé, i que l'únic final possible és la conciliació del seu matrimoni. Nikki insisteix que les coses han canviat, que ella s'ha casat amb un altre home i ara és feliç amb ell, i que pel bé de tots dos és millor acabar la seva relació per sempre més. Això no obstant, Pat li suggereix, en una última carta, de quedar, el dia de Nadal, al mateix parc on ell li va demanar matrimoni.
Nikki no s'hi presenta. Sí que ho fa, en el seu lloc, Tiffany, qui admet haver escrit ella totes les cartes fent-se passar per Nikki durant les últimes setmanes, amb la intenció de fer-li obrir els ulls per tal d'afrontar la crua realitat: que Nikki ha refet la seva vida amb una altra persona i que no hi ha cap possibilitat de refer el seu matrimoni. Nikki li confessa, llavors, que ella s'ha enamorat d'ell, però Pat s'escapa corrent, en estat de xoc, indignat per les mentides de Nikki. Pat acaba en un barri desconegut on és robat i apallissat i on, per casualitat, es retroba amb Danny, el seu millor amic del centre de salut mental de Baltimore. Danny i la seva tia el porten a l'hospital i l'ajuden a retrobar-se amb la seva família.
Pat encara no recorda l'episodi que el va separar de la seva dona, fins que troba per casualitat el vídeo del seu casament. De cop, Pat acaba associant la cançó de Kenny G. amb l'episodi violent a la dutxa de casa seva, trobant Nikki i el seu amant fent l'amor, apallissant-lo i despertant al centre psiquiàtric de Baltimore.
Al cap d'unes quantes setmanes Pat es refà de les seves ferides. Un dia rep una carta de Tiffany, en la qual el convida a quedar amb ella. Després de rumiar-s'ho molt, accepta la proposta. Tiffany li explica que Ronnie i Jake (el germà de Pat) li havien prohibit la seva presència a la celebració del seu aniversari, el 29 de desembre. Pat li explica que el seu germà Jake l'havia acompanyat en cotxe a la seva antiga casa, on anys enrere vivia amb Nikki, i que havia vist Nikki amb el seu home i els seus dos fills jugant feliços fent boles de neu, adonant-se d'una vegada per totes que ella ara és feliç amb la seva nova família, acceptant, doncs, que aquest és el final de la pel·lícula de la seva vida. Tiffany no diu res. Tan sols li entrega un regal pel seu aniversari: un gràfic explicatiu dels diferents tipus de núvols. Tots dos s'estiren al terra mirant els núvols del cel mentre comença a nevar. Tiffany s'apropa a Pat i li diu que el necessita. Ell la besa al front i li respon que ell també la necessita a ella.

## Adaptació cinematogràfica
El novembre de 2012 va estrenar-se als Estats Units la pel·lícula homònima (a Espanya es va estrenar el gener de 2013 amb el títol El lado bueno de las cosas), adaptada i dirigida pel guionista i director David O. Russell, interpretada per Bradley Cooper (Pat), Jennifer Lawrence (Tiffany) i Robert De Niro (el pare de Pat), entre d'altres. Nominada a 8 Oscars el 2013, inclòs el de millor pel·lícula, finalment va guanyar el de millor actriu per la interpretació de Jennifer Lawrence.